# کرالیکی
کرالیکی (به چکی: Králíky) یک منطقهٔ مسکونی و شهرستان دارای شهرک سابقاً روستا در جمهوری چک است که در ناحیه اوستی ناد اورلیتسی واقع شده‌است. کرالیکی ۴٬۶۵۱ نفر جمعیت دارد.

## خواهرخوانده
شهرهای Międzylesie و فیلمار خواهرخوانده‌های کرالیکی هستند.